# Suicide (breakdance)
Nella break dance, un suicide (dall'inglese suicidio) è una caduta improvvisa (e volontaria) sulla schiena, o su una spalla, il sedere, la pancia, ecc. 

## Descrizione
I suicide sono spesso utilizzati come mosse conclusive, sebbene non manchino le eccezioni. Idealmente, i suicide sono mosse molto appariscenti e apparentemente dolorose che, se eseguite correttamente, sorprendono gli spettatori, dando loro l'impressione che il breaker debba farsi male; talvolta possono anche apparire comici. Molti suicide si concludono con il breaker perfettamente immobile, allo scopo di migliorare l'effetto visivo e sottolineare particolarmente la forza dell'impatto. Nonostante le apparenze, con un graduale allenamento e opportune tecniche è possibile minimizzare il dolore derivante dall'esecuzione di queste mosse che, comunque, rimangono relativamente pericolose.

## Confronto frasuicideefreeze
I suicide ricordano per alcuni aspetti i freeze; tuttavia, sebbene entrambe le tipologie di mosse si concludano con una cessazione del movimento, vi è una netta distinzione. I freeze sono tecniche estremamente controllate pensate per attirare l'attenzione sulla posizione in cui il corpo si blocca, apprezzabile per la sua eleganza e/o difficoltà. I suicide, al contrario, attirano l'attenzione sul movimento, dando l'impressione di essere pericolosamente fuori controllo, e spesso terminano in una posizione a terra che, altrimenti, non sarebbe degna di nota né per quanto riguarda la difficoltà di esecuzione, né per l'aspetto visivo.